# Get Wiser
Get Wiser är det fjärde albumet av Soldiers of Jah Army (SOJA). Det släpptes år 2006.

## Låtlista
1. "Open My Eyes"
2. "By My Side"
3. "My Life Alone"
4. "Faith Works"
5. "What Would..?"
6. "Strong For Them"
7. "Can't Tell Me"
8. "Be Aware"
9. "I've Got Time"
10. "Sorry"
11. "Bring Back Thruth"
12. "You Don't Know Me"
13. "911"
14. "Devils"